# Jean-Pierre Rabatel
 (décembre 2013).
Pour les articles homonymes, voir Rabatel.
Jean-Pierre Rabatel, né le 10 avril 1949, est un joueur de dames français, licencié au "Damier Lyonnais" depuis 1965.
Son grand-père l'initia à ce jeu dans ce même club. 

## Palmarès
- 1er championnat de France en 1965;
- Champion de France en 1972 (à Bordeaux);
- Champion de France en 1978 (à Dijon);
- Champion de France catégorie "Honneur" en 1967 (à Amiens) et 1969 (à Perpignan);
- Champion de France catégorie "Promotion" en 1965 (à Dijon);
- Champion de Lyon en 1968 et 1970;
- 7e du championnat d'Europe organisé à Soukhoumi, en 1971.